# Expédition 37 (ISS)
Insigne de la mission
Équipage de l'expédition 37
Chronologie
 Expédition 36 Expédition 38 
L'Expédition 37 est la 37e mission de longue-durée à la station spatiale internationale (ISS).

## Équipage
| Position           | Première Partie (septembre 2013)       | Seconde Partie (septembre 2013 à novembre 2013) |
| ------------------ | -------------------------------------- | ----------------------------------------------- |
| Commandant         | .Fyodor Yurchikhin, RKA 4e vol spatial | .Fyodor Yurchikhin, RKA 4e vol spatial          |
| Ingénieur de vol 1 | .Karen L. Nyberg, NASA 2e vol spatial  | .Karen L. Nyberg, NASA 2e vol spatial           |
| Ingénieur de vol 2 | .Luca Parmitano, ESA 1er vol spatial   | .Luca Parmitano, ESA 1er vol spatial            |
| Ingénieur de vol 3 |                                        | .Oleg Kotov, RSA 3e vol spatial                 |
| Ingénieur de vol 4 |                                        | .Sergey Ryazansky, RSA 1er vol spatial          |
| Ingénieur de vol 5 |                                        | .Michael Hopkins, NASA 1er vol spatial          |

Sources
NASA, ESA